# Grímur Geitskör
Grímur Geitskör („Grímur Ziegenhaar“, auch gelesen als Grímur Geitskór, „Grímur Ziegenschuh“; fl. im 10. Jahrhundert) war ein isländischer Siedler, der im Auftrag der ersten Siedler mit Þingvellir den Platz für die Volksversammlung, das historische Althing, ausfindig machte. Als Erster bereiste er weite Teile Islands.

## Hintergrund

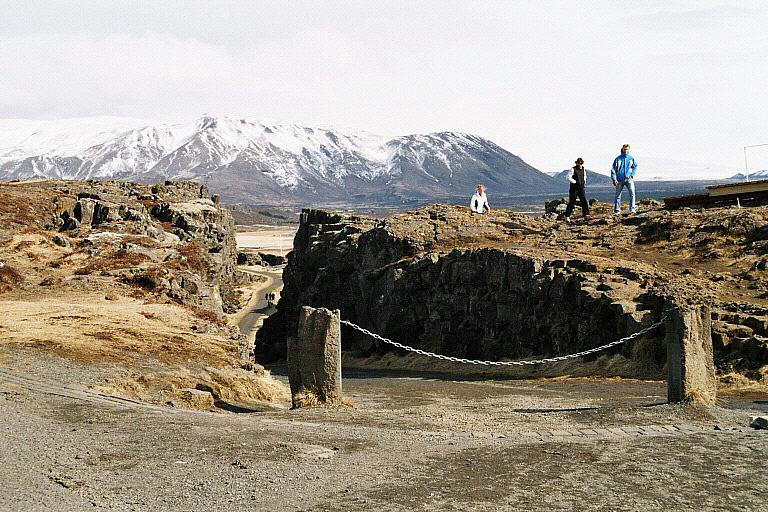
Almannagjá – Eingang zur Schlucht

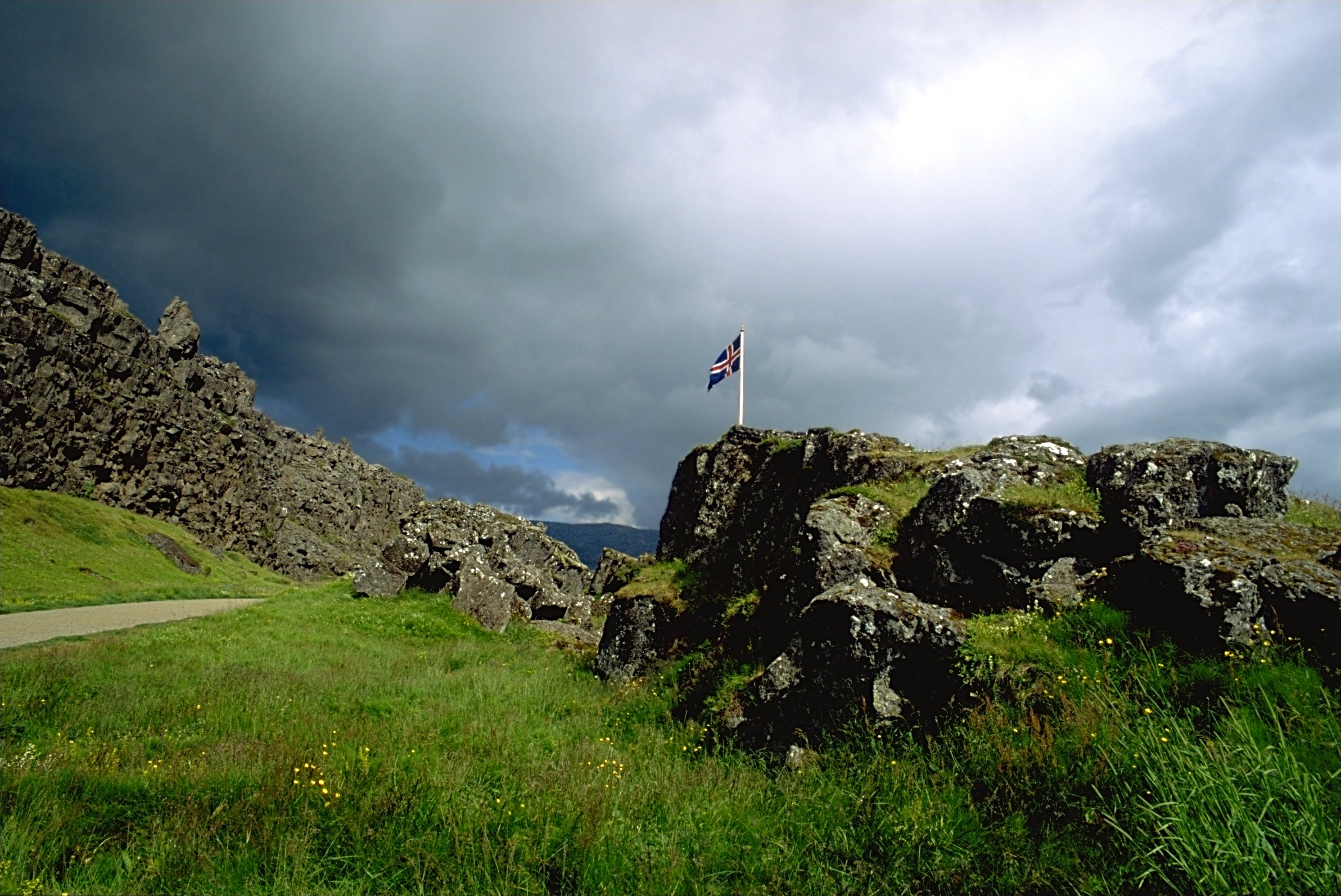
Almannagjá – Gesetzesfelsen

Das Wenige, was über Grímur und seine Tätigkeit bekannt ist, geht auf die Íslendingabók zurück, einer um 1125 von dem Isländer Ari Þorgilsson verfassten Quelle über die Landnahme- und die Sagazeit. Nach der Íslendingabók war Grímur der Milchbruder des Rechtsgelehrten Úlfljótur.
Der Anlass für Grímurs Suche war die Absicht, die bisherigen Kleinstaaten zu einem Gesamtstaat zu vereinigen und eine gemeinsame Volksversammlung einzurichten. Zuvor hatte es in den voneinander unabhängigen Gemeinden oft Schwierigkeiten und Unstimmigkeiten gegeben. Um die Streitigkeiten gerecht zu lösen, hatten vornehme Männer beschlossen, auch auf Island Thinge einzuführen und dort Volksversammlungen abzuhalten, wie sie bei den alten Norwegern und Germanen üblich waren. Die ersten Thingstätten entstanden auf Veranlassung von Þórólfr Mostrarskegg auf Snæfellsnes. Um 900 wurde von Þorsteinn, einem Sohn von Ingólfur Arnarson, eine weitere auf Kjalarnes eingerichtet. Der nach Südisland eingewanderte Úlfljótur reiste nach Norwegen, um ein neues Landesgesetz nach norwegischem Vorbild auszuarbeiten. Während dieser in Norwegen weilte, suchte Grímur in dem unwegsamen Land nach einem passenden Ort. Er entschied sich nach langer Suche für ein langes mit Gras und Buschwerk bewachsenes Lavafeld in der Almannagjá („Allmännerschlucht“) nordwestlich des Sees Þingvallavatn, um erstmals im Frühjahr des Jahres 930 die Oberhäupter der 13 Familien, die sogenannten Goden, zu versammeln. Ziel der Versammlung war es, das gemeinsame Leben zu ordnen.
Ein weiterer Grund für die Wahl des Ortes war seine zentrale Lage. Der Platz konnte von allen Siedlungen des Südwestens gleich gut erreicht werden, es gab Weideland für die Pferde und einen Fluss, die Öxará. Dieser wurde später umgeleitet und versorgte die Anwesenden während der Versammlung mit Frischwasser und bot er die Möglichkeit, Forellen zu fangen. Der Platz verfügte zudem über eine hervorragende Akustik. Im Zentrum liegt der Gesetzfelsen (Lögberg), auf dem der Gesetzessprecher, der Lögsögumaður, seinen Platz einnahm.
Für seine Mühen oder Auslagen war Grímur eine Kopfsteuer von einem Pfennig für jeden Einwohner der Insel versprochen worden. Diese Summe nahm er nicht für sich, sondern spendete sie den Tempeln der Insel.